# هیروشیگه

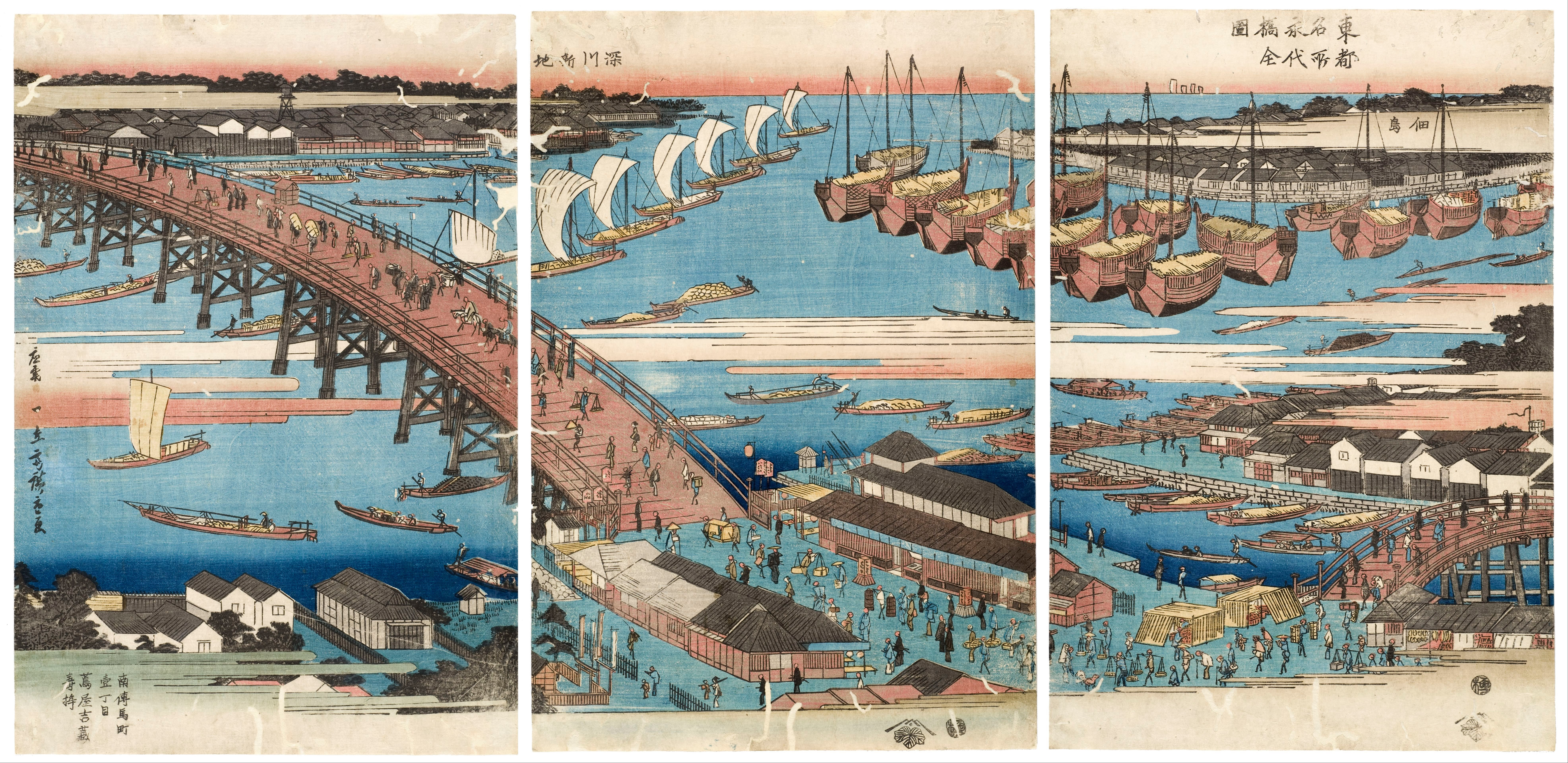
چشم‌انداز مشهور اِدو، نام اثری است از اوتاگاوا هیروشیگه، از نقاشان بنام اوکی‌یوئه در دورهٔ ادو در ژاپن. اثر که متشکل از سه بخش است، با تکنیک چاپ‌نقش چوبی و بین سال‌های ۱۸۲۰ تا ۱۸۵۸ میلادی خلق شده‌است. این اثر اکنون در موزه ملی فرهنگ‌های جهان در گوتِنبُرگ، سوئد نگه‌داری می‌شود.

اوتاگاوا هیروشیگه Utagawa Hiroshige (به ژاپنی: 歌川広重) هنرمند ژاپنی نقاشی‌های چاپی اوکی‌یوئه و یکی از آخرین هنرمندان بزرگ این سبک بود. او را با نام هنری اندو هیروشیگه نیز می‌شناسند.
سبک کار او به ویژه برای انتخاب نظرگاه‌های مناسب (vantage points)، اشاره‌های فصلی و رنگ‌های چشم‌گیر شناخته شده‌است.

## نگارخانه

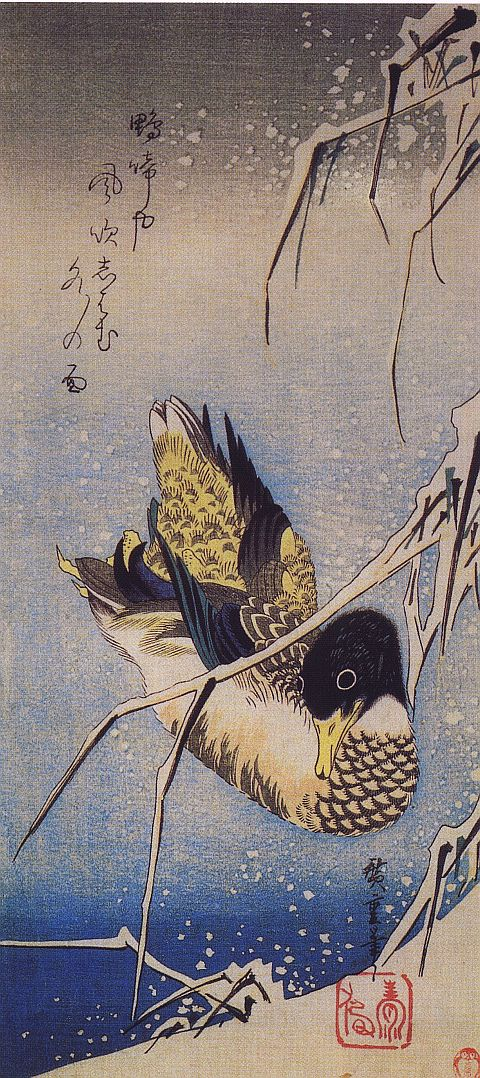
نیزار در برف و اردک وحشی
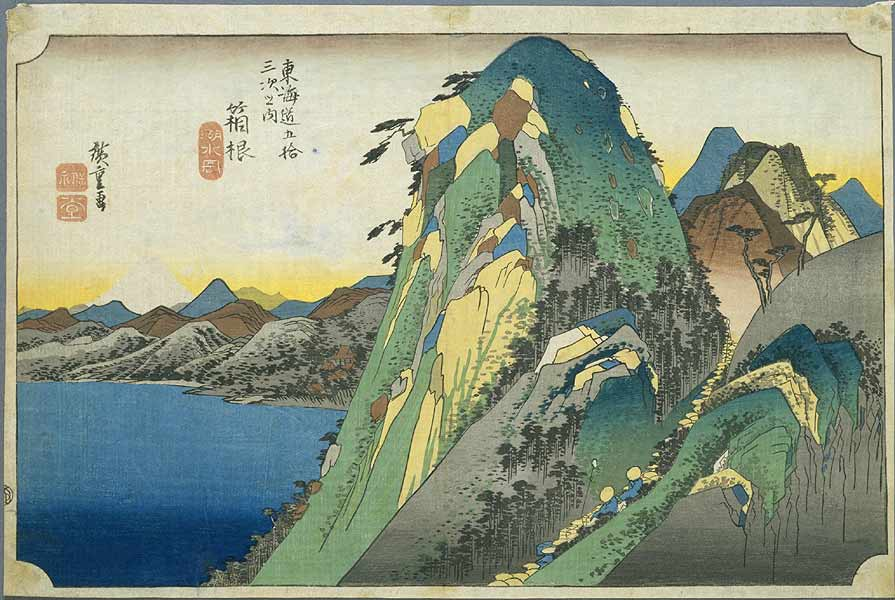
دریاچه هاکونه
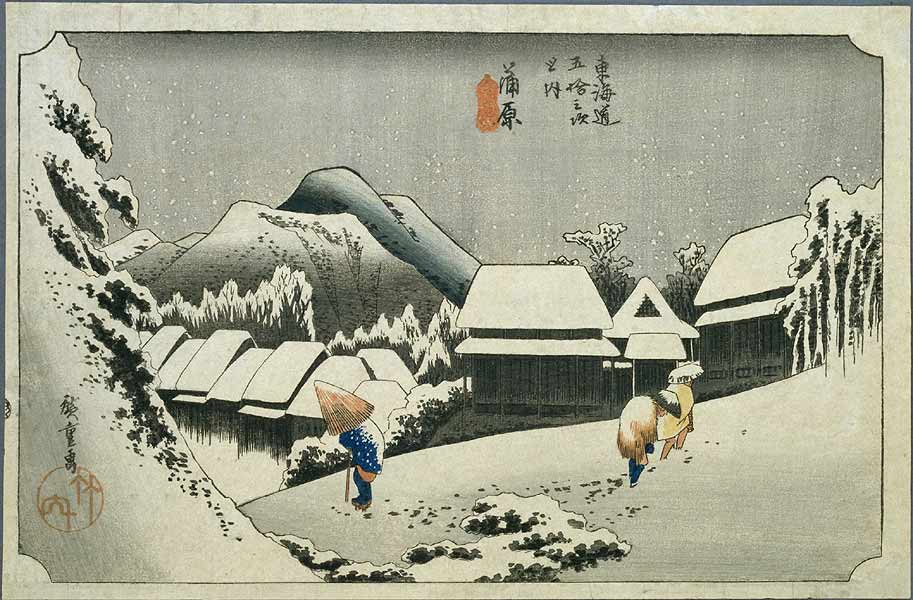
برف شبانه در کامبارا
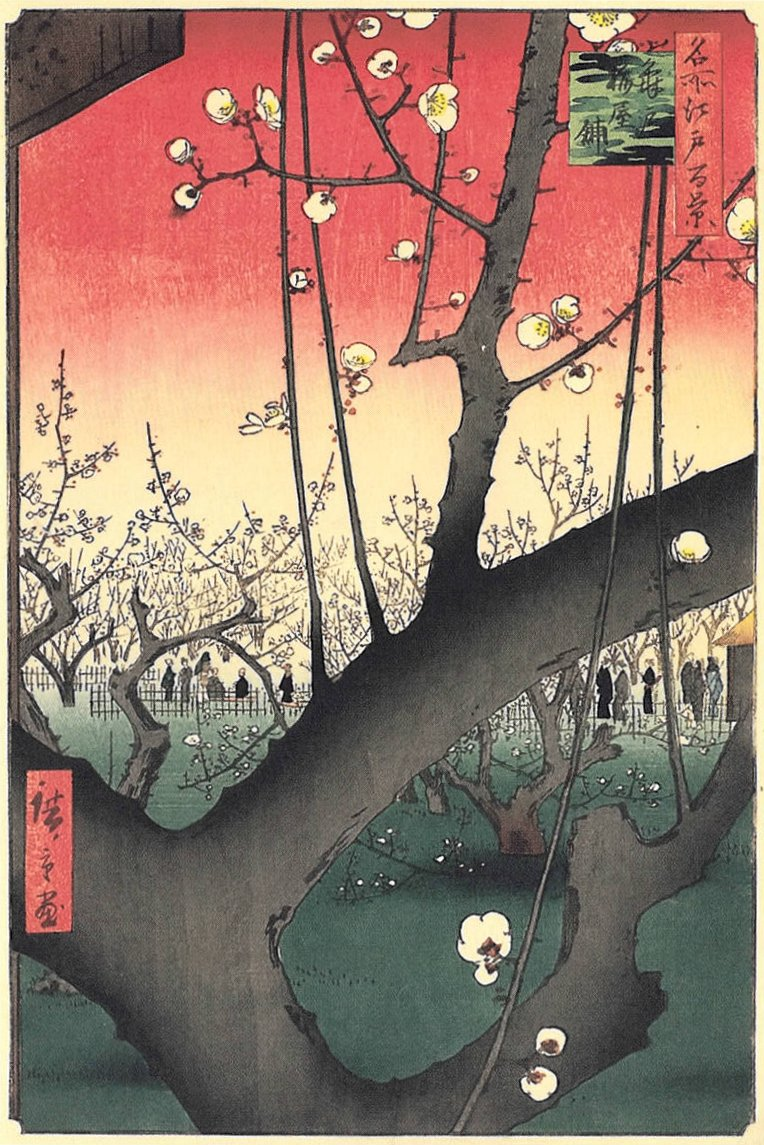
باغ آلوی کامِیدا
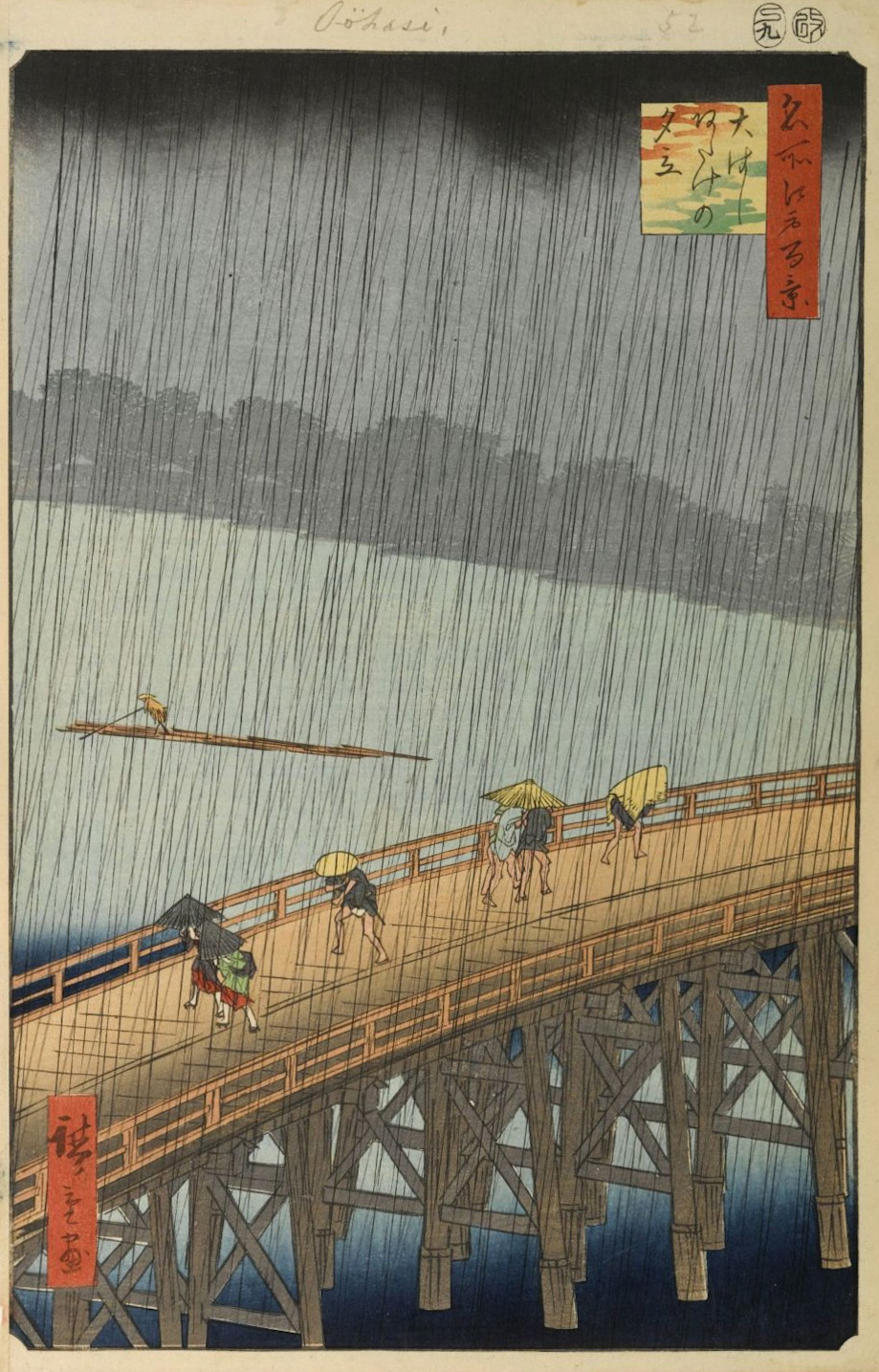
پل بزرگ، باران ناگهانی در آتاکه
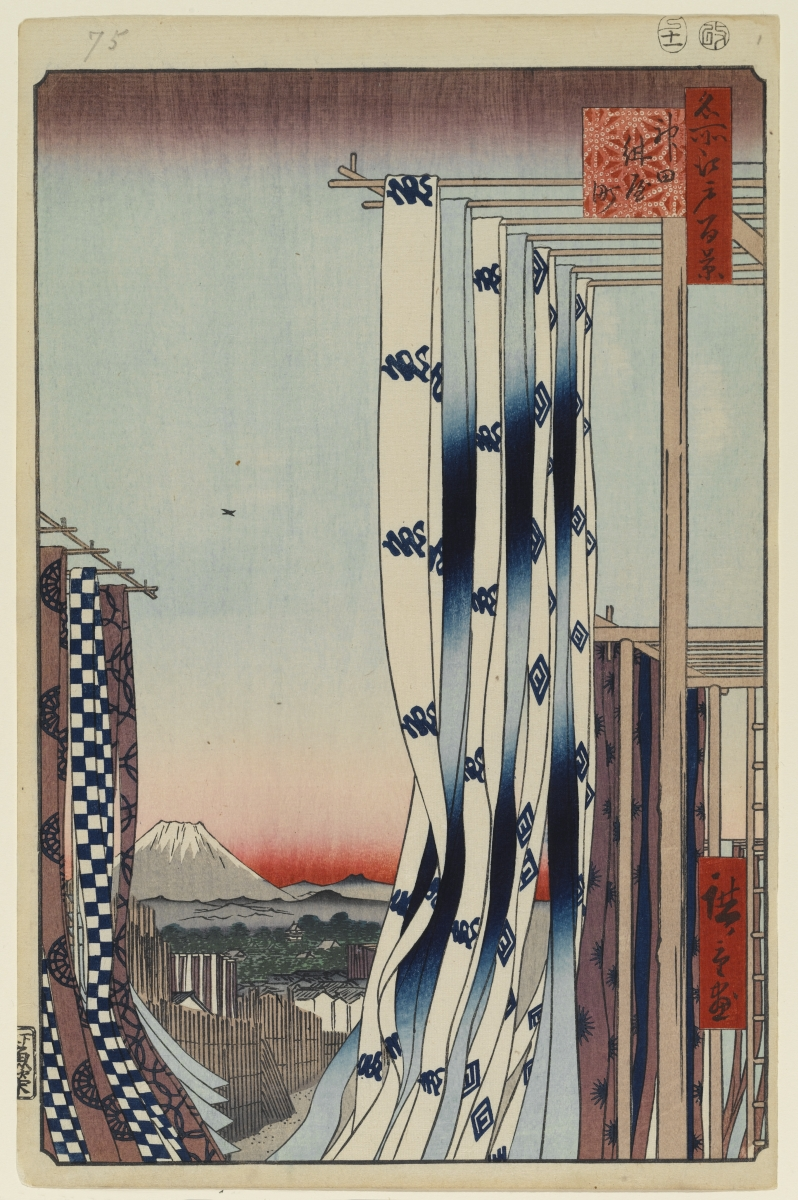
رنگرزها، خیابانی در کاندا
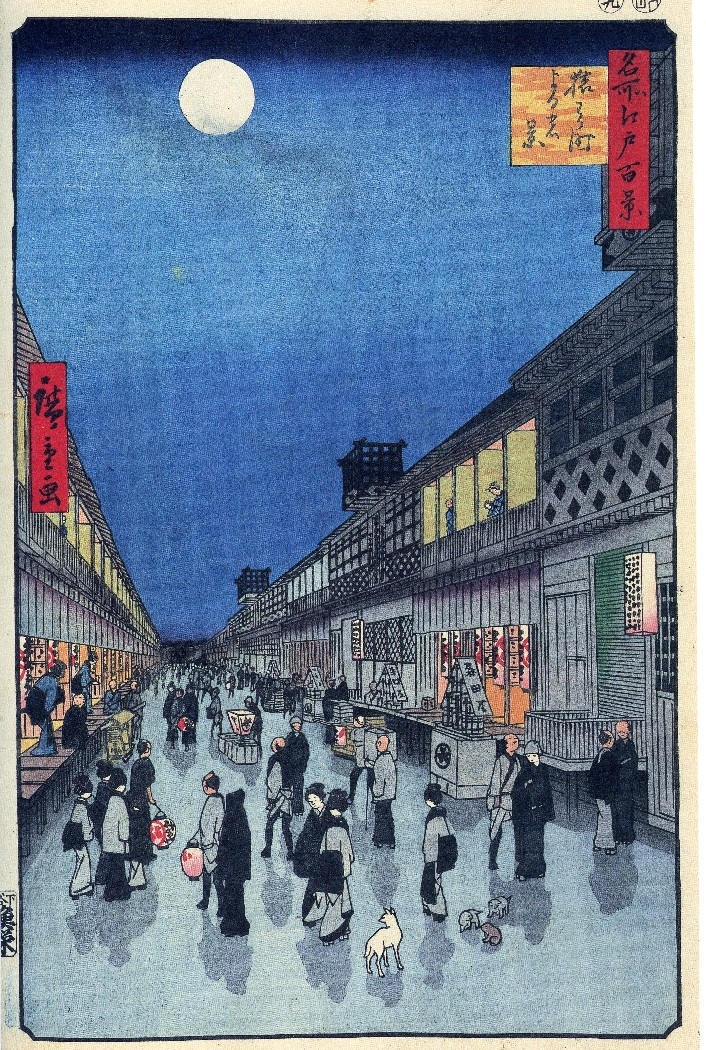
چشم‌انداز شبانه ساروواکاچو
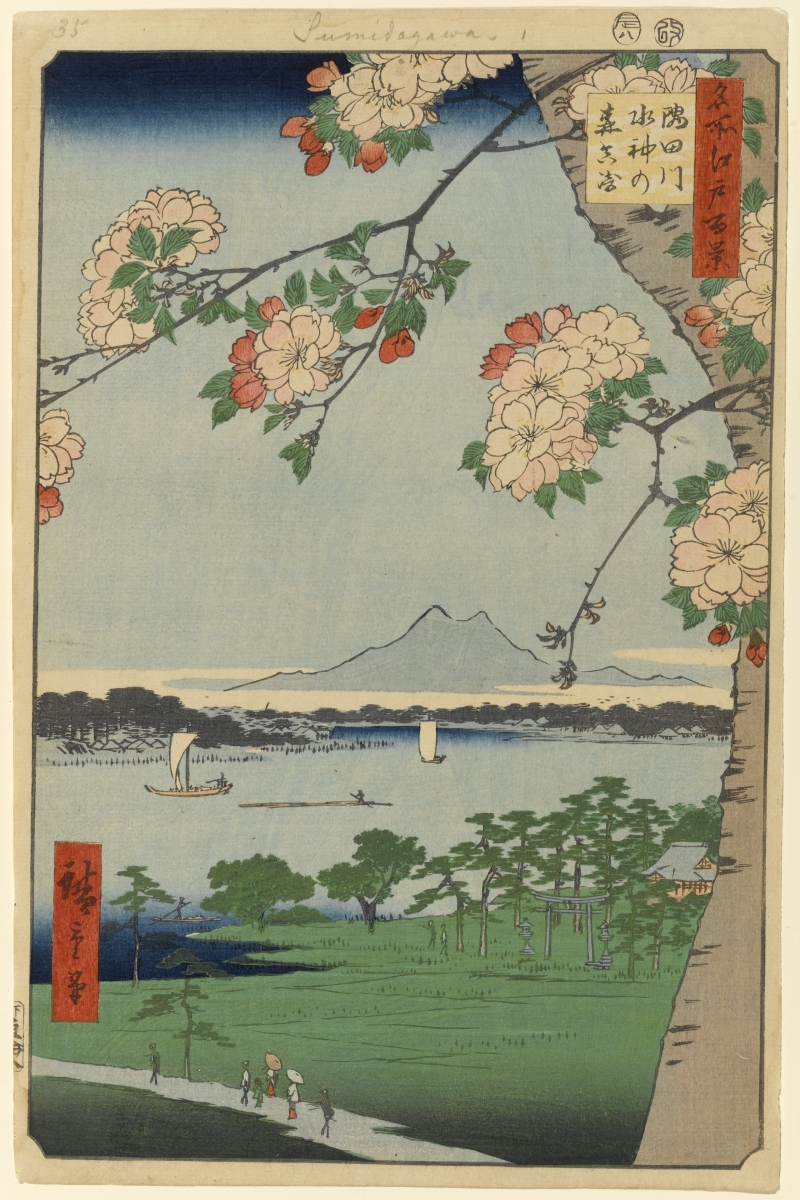
نیایشگاه سویی‌جین و ماساکی و رود سومیدا
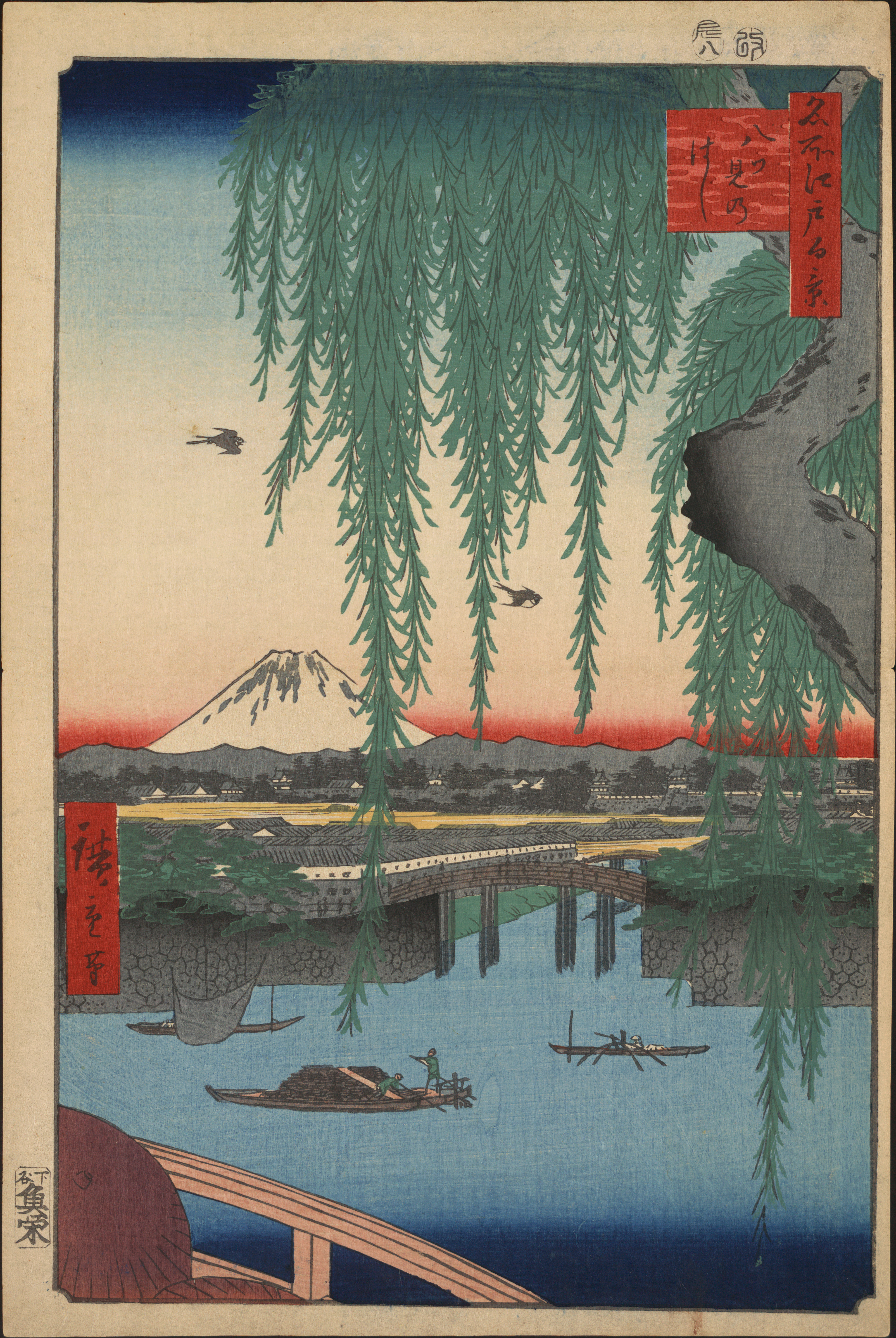
کشتی باربری یورویی، کوآمی‌چو
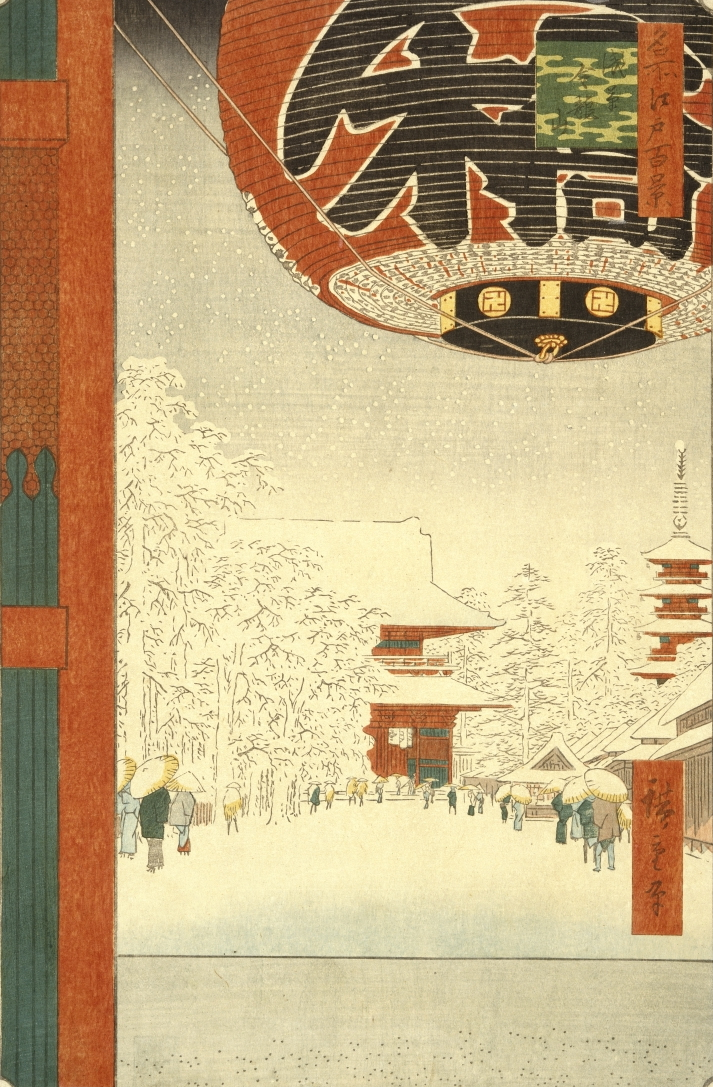
نیایشگاه کین‌ریوزان، آساکوسا
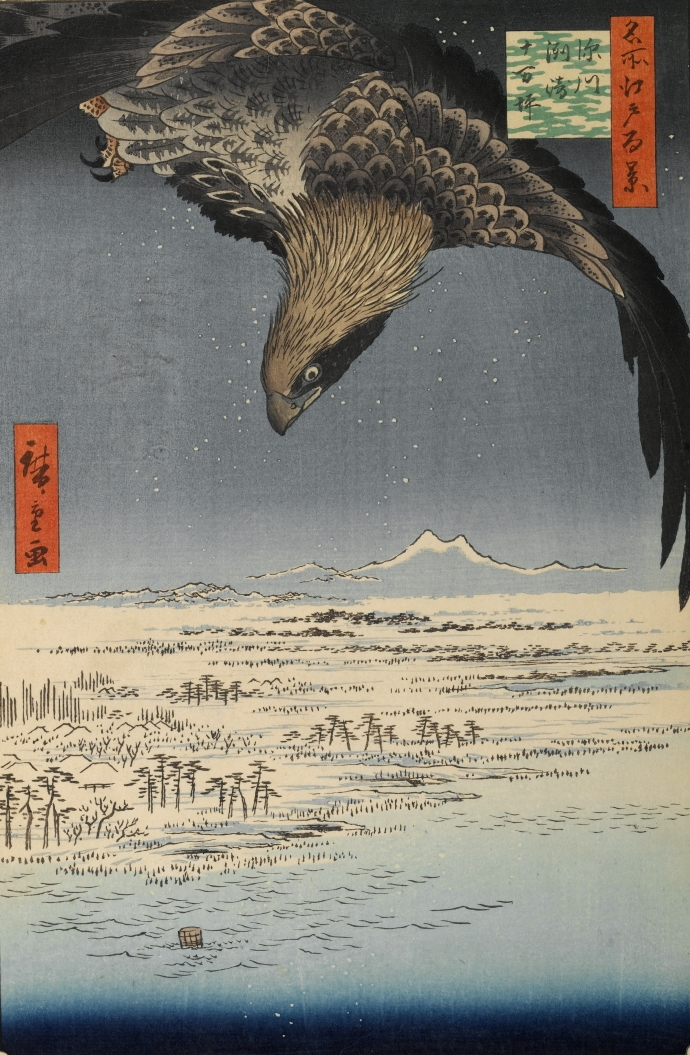
رود فوکا در سوساکی و جومان تسوبو
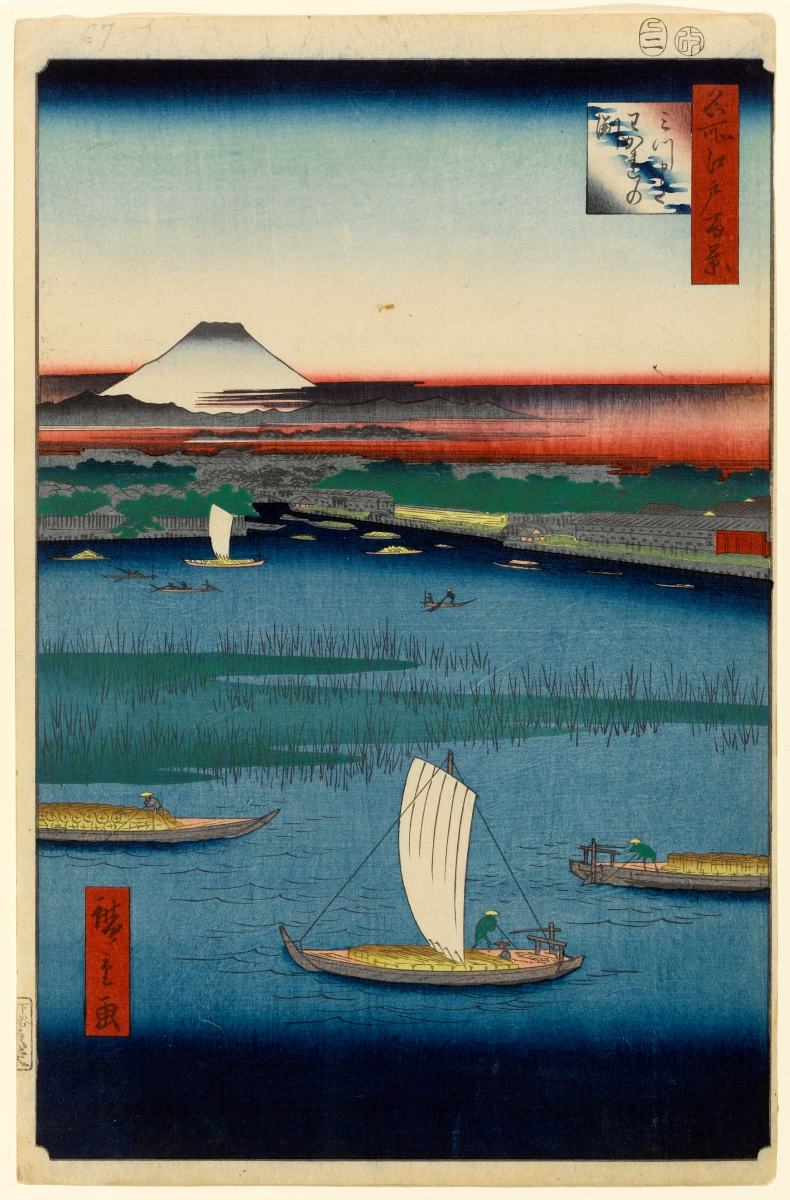
درون نیایشگاه تن‌جین در کامِیدا
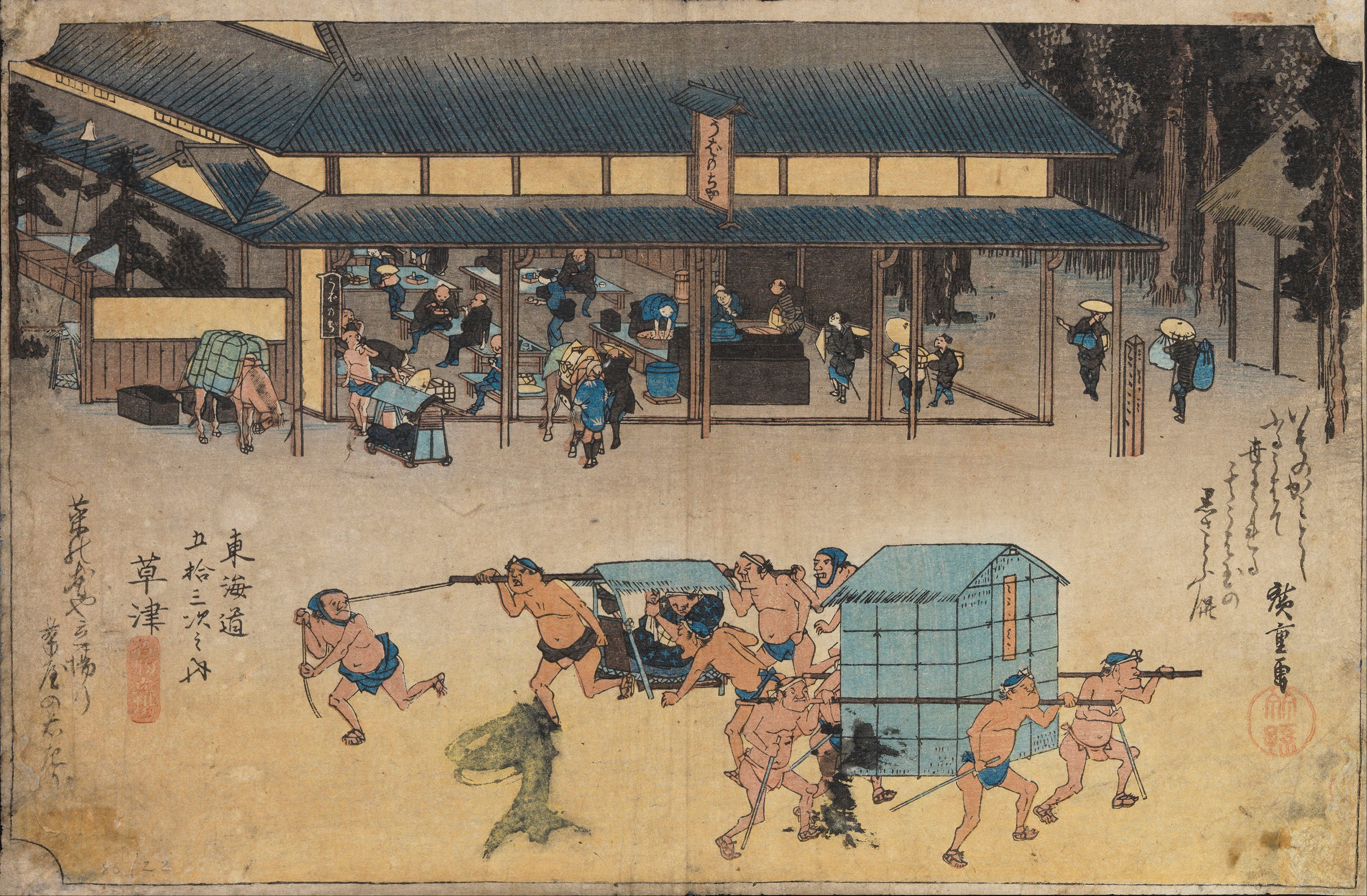
جنب و جوش در کوساتسو
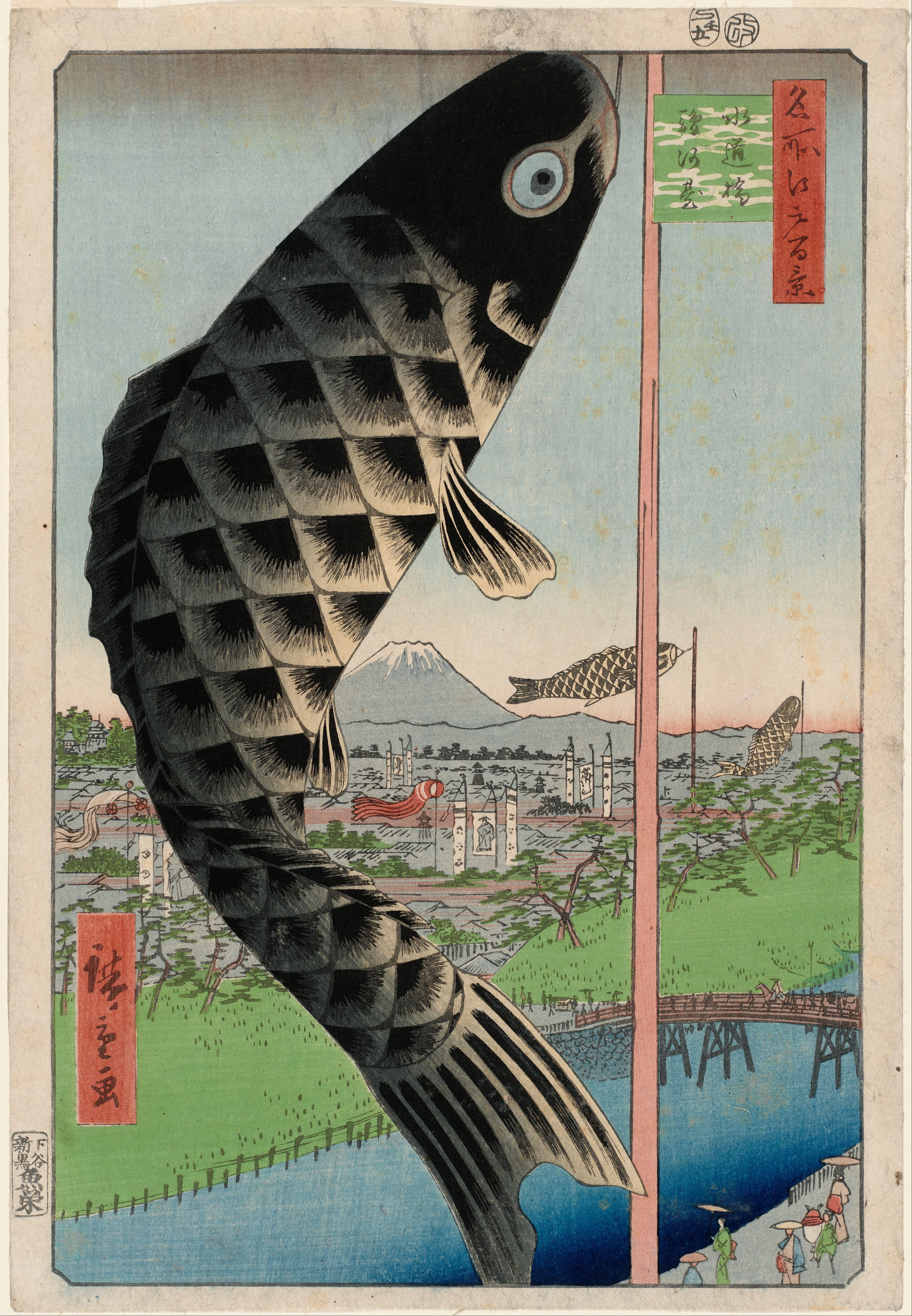
پُل سایدو و سوروگادای
۱۸۵۷ م.
موزه هنرهای زیبای بوستون